# Богоявленская церковь (Симбирск)
Церковь Богоявления Господня — утраченная православная церковь Симбирской епархии в городе Ульяновске. Построена в 1654 году, перестроена в 1734 году. Разрушена коммунистами в 1933 году.

## История
Первоначально каменная Богоявленская церковь была построена в Свияжской слободе (с 1708 г. — Конно-Подгородная Слобода) в 1654 году с приделом во имя св. прор. Предтечи и Крестителя Господня Иоанна. В 1734 году к нему был приделан храм с престолом в честь Богоявления Господня; храмоздателем её был купец Иоанн Воронцов. Престолов в храме два: главный — в честь Богоявления Господня и в приделе — во имя св. прор. Предтечи и Крестителя Господня Иоанна. Причт состоял из двоих священников, дьякона и двоих псаломщиков. Прихожанами церкви являлись: горожане Симбирска, Конно-Подгородной Слободы и выселок Тути (до 1914 г, затем в Пантелеймоновскую церковь) .
15 (27) января 1886 г. в этой церкви проходило последнее прощание семьи Ульяновых со скончавшимся 12 января 1886 г. Ильёй Николаевичем Ульяновым .
В июле 1889 года в этой церкви отпевали поэта-сатирика Дмитрия Дмитриевича Минаева .
В конце 1920-х годов причт храма переходит в григорианский раскол (ВВЦС) и становится  Кафедральным собором григорианского раскола.
Храм был закрыт для богослужений летом 1930 года, были сняты колокола, а в 1933 году храм был полностью разобран.

## Описание
Богоявленская церковь стояла на небольшой площади на ул. Московской (ныне Ленина) и Богоявленского переулка (ныне ул. 12 Сентября), ныне на этом месте с использованием стен бывшей церкви стоит двухэтажное здание. Первоначальный архитектурный облик Богоявленской церкви менялся постепенно. В 1734 году к маленькой церкви на средства симбирского купца Ивана Ивановича Воронцова был пристроен основной, дошедший до 30-х годов XX века, храм, освящённый в честь Богоявления Господня. В последующих документах этот год 1734 год принят за основную дату сооружения церкви. Прежняя меньшая церковь была в это время переименована «в честь Усекновения главы святого Иоанна Предтечи». На 1872 год общая длина церкви составляла 20,5 сажень (около 44 метров). Церковь состояла из частей соединенных между собой: с запада размещалась четырёхъярусная колокольня, нижний ярус которой был в виде четверика, а три верхних яруса, постепенно уменьшаясь по ширине, были в виде восьмериков, затем шёл пологий купол, который завершала небольшая главка с крестом. Трапеза в 1861 году была обращена в тёплую церковь «в честь Честных Древ Животворящего Креста», после чего церковь стала трёхпрестольной. Далее размещался тёплый храм, соединенный с трапезой, превращённой в церковь, двумя большими арками. Храм представляет собой четверик, над которым покоится восьмигранный световой барабан с рядом окон в гранях. Барабан завершён колоколообразным куполом с небольшой главкой и крестом. С восточной стороны храма размещался одноэтажный округлый алтарь.

## Духовенство
- священник Степан Зернов (на 1865)[7][8];
- священник Феофан Яблонский (на 1886); диакон Василий Смирнов (на 1886); псаломщик Павел Преображенский (на 1886);
- протоиерей Василий Дмитриевич Вознесенский (с 1914 до 1926), затем назначен епископом Виссарионом (Зорнин) на священническую должность в Пантелеймоновскую церковь г. Ульяновска[9];
- протоиерей Леонид Васильевич Смирнов (с 1914 до 1930)[10];
- С сентября 1920 года внештатным священником Богоявленской церкви был Смирнов Александр Павлович, затем перемещён в Троицкую церковь [11][12].
- С 19.03.1924—25.05.1924 гг. в церкви служил протоиерей Иван Константинович Попов, затем переведён в Тихвинскую церковь [13].

## Святыни
В церкви хранились: 
- образ св. Иоанна Крестителя, старинного письма, принесённый в Симбирск Свияжскими переведенцами, конными казаками, в конце XVII века;
- евангелие, пожалованное царём Алексеем Михайловичем в 1653 году, передано для дальнейшего хранения, в музей Симбирской губернской учёной архивной комиссии.

## Престольные праздники
Главный — во имя Богоявления (праздник 6 января) и малый — во имя Усекновения Главы Иоанна Крестителя (праздник 7 января и 29 августа).

## Галерея
- Запись о смерти Ильи Николаевича Ульянова; запись № 8 от 15.01.1886 г., Богоявленская церковь.
- Памятный знак в сквере "Возрождения Духовности" - Богоявленская церковь.